# هوفهانز دانيليان
هوفهانز دانيليان (مواليد 11 أبريل 1987) هو ملاكم أرميني، مثّل بلاده في الألعاب الأولمبية الصيفية 2008.

## روابط خارجية
هوفهانز دانيليان على موقع بوكس ريك (الإنجليزية) (registration required)
- هوفهانز دانيليان على موقع أوليمبيديا (الإنجليزية)